# Jean Marie del Moral
Jean Marie del Moral   (Montoire-sur-le-Loir, 1952) és un fotógraf francès, reconegut com un dels millors retratistes d’artistes al seu estudi. Està especialitzat en fer retrats anònims i d'artistes de tot el món. Fill d’exiliats republicans, la mare de Lleida i el seu pare de Jaén, va començar d’ajudant de fotografia en una empresa d’aeronàutica. El 1973 va entrar al diari L’Humanité on es va formar com a fotoperiodista. Ha fotografiat artistes i els seus tallers: Joan Miró, Antoni Clavé, Baltasar Lobo, Antoni Tàpies, Miquel Barceló, l'escultor Apel·les Fenosa i Jaume Plensa, entre d'altres. Va retratar també a Higínia Marqués Guardiola, la seva àvia, exiliada republicana. El 2018 va exposar a Es Baluard de Palma amb Carte Blanche a Jean Marie del Moral. Processos 1978-2018. El 2022 residia a Mallorca i va exposar Life vest under your seat, amb imatges fetes al llarg dels seus viatges pel món, al Palau Solterra de Torroella de Montgrí, amb la Fundació Vila Casas.